# Lijst van burgemeesters van Giessen
Dit is een lijst van burgemeesters van de voormalige Nederlandse gemeente Giessen tot die gemeente op 1 januari 1973 opging in de gemeente Woudrichem.
| Ambtsperiode | Naam burgemeester         | Partij of stroming | Bijzonderheden                                                              |
| ------------ | ------------------------- | ------------------ | --------------------------------------------------------------------------- |
| 1821 - 1832  | B. van Eeten              |                    | schout/burgemeester; tevens burgemeester van Rijswijk (NB)                  |
| 1832 - 1843  | Jan Hendrik van Ouwerkerk |                    | tevens burgemeester van Rijswijk                                            |
| 1844 - 1852  | P. van Eeten              |                    |                                                                             |
| 1852 - 1860  | S. Naaijen                |                    | tevens burgemeester van Andel en Rijswijk                                   |
| 1860 - 1879  | Hendrik van Ouwerkerk     |                    | tevens burgemeester van Rijswijk; zoon van J.H. van Ouwerkerk               |
| 1879 - 1914  | Jan Hendrik van Ouwerkerk |                    | tevens burgemeester van Andel en Rijswijk; zoon van zijn voorganger         |
| 1914 - 1939  | A.D. van der Schans       |                    | tevens burgemeester van Andel en Rijswijk                                   |
| 1940 - 1963  | G.A. Bax                  |                    | tevens burgemeester van Andel en Rijswijk, later burgemeester van Werkendam |
| 1964 - 1973  | Jan Nico Scholten         | ARP                | tevens burgemeester van Andel en Rijswijk                                   |